# Danois
Cet article concerne la langue. Pour d'autres usages, voir Danois (homonymie).
Le danois est une langue germanique principalement parlée au Danemark par les Danois.
Langue officielle du Danemark et des îles Féroé (à parité avec le féroïen), langue officielle locale dans la municipalité autonome du Flensburg en Allemagne.Elle est aussi la langue seconde du Groenland, le danois est aussi une des langues officielles de l'Union européenne. Il est généralement intelligible par les locuteurs du norvégien et du suédois et reste très enseigné comme langue secondaire en Islande, ancienne dépendance danoise.
Le danois est régi au Danemark par le Conseil de la langue danoise.

## Classification

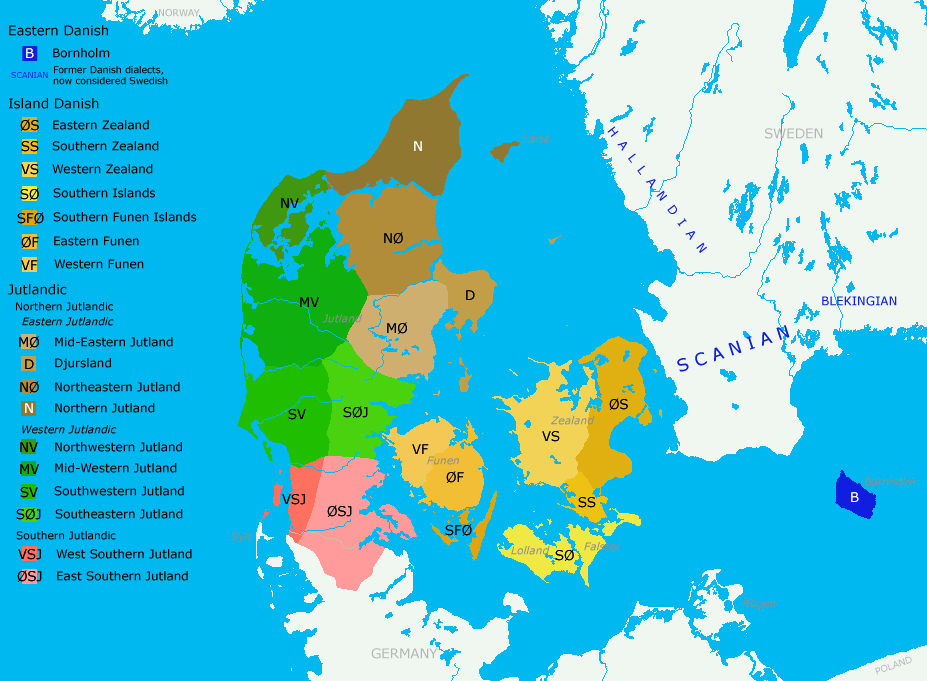
Carte des dialectes du danois.

Le danois est une langue germanique de la branche des langues scandinaves ou germaniques septentrionales. Comme le suédois, il descend des dialectes orientaux du vieux norrois et ces deux langues forment donc la sous-branche orientale des langues scandinaves.
Le danois lui-même peut être subdivisé en trois grandes régions dialectales :
- le danois occidental ou jutlandais (jysk) ;
- le danois insulaire (ømål), qui comprend la forme standard de la langue, et ;
- le danois oriental, qui comprend les variétés parlées à Bornholm (bornholmsk) et (historiquement) en Scanie.

Les langues scandinaves sont généralement considérées comme formant un continuum linguistique, sans rupture franche entre dialectes voisins. De ce point de vue, le danois oriental se situe entre le danois standard et le suédois.
Le danois est mutuellement intelligible avec le suédois et le norvégien. Les locuteurs d'une de ces trois langues sont capables de comprendre ceux des deux autres. En règle générale, les locuteurs du norvégien sont les plus aptes à comprendre les danophones et les suédophones, qui ont beaucoup plus de mal à se comprendre mutuellement. Le norvégien a en effet subi l'influence des deux autres langues : sa prononciation est similaire au suédois, tandis que son vocabulaire le rapproche du danois. Chez les jeunes, les Danois sont moins aptes que les Norvégiens ou les Suédois à comprendre les locuteurs des autres langues scandinaves, et ceux qui vivent à Copenhague sont moins aptes que dans le reste du pays.

## Histoire

### Le danois runique (800-1100)
À partir du VIIIe siècle, le proto-norrois, langue germanique commune à toute la Scandinavie, connaît plusieurs évolutions significatives qui marquent le passage au vieux norrois. Cette langue est écrite en runes, d'abord le vieux futhark, puis le futhark récent à partir du IXe siècle.
La période du vieux norrois voit se développer deux dialectes distincts : un dialecte occidental, parlé en Norvège et en Islande, et un dialecte oriental, parlé en Suède et au Danemark. La plupart des changements qui distinguent ces deux dialectes apparaissent d'abord au Danemark avant de se répandre en Suède par la Scanie et dans le sud de la Norvège à travers les échanges maritimes. L'un des changements distinctifs du vieux norrois oriental est la réduction de la diphtongue /æi/ en monophtongue /e/, alors qu'elle reste diphtonguée en /ei/ dans le vieux norrois occidental. De la même manière, les diphtongues /au/ et /øy/ évoluent en /ø/. Ce phénomène est d'abord attesté dans la péninsule du Jutland avant de s'étendre vers l'est. Au début du XIIe siècle, il est répandu dans tout le Danemark et la majeure partie de la Suède.

### Le moyen danois (1100-1500)
Le danois commence à se séparer du suédois au début du XIIe siècle. Durant cette période, le latin est la principale langue de l'écriture, et il subsiste donc peu de textes rédigés en danois. Les textes de loi, écrits en langue vernaculaire afin d'être compréhensibles du plus grand nombre, font figure d'exception. Deux codes législatifs, la Loi du Jutland et la Loi de Scanie, sont couchés sur le papier dans la première moitié du XIIIe siècle. À partir des années 1350, le danois devient progressivement la langue de l'administration et de nouveaux types de documents sont rédigés dans cette langue, par exemple les correspondances royales ou les testaments. Il n'existe alors aucune standardisation de l'orthographe et les codes de lois régionaux témoignent des différences entre les différents dialectes.
Tout au long de la période du moyen danois, les contacts avec le bas allemand donnent lieu à l'arrivée de nombreux emprunts allemands. À la suite de la Réforme protestante, qui voit le luthéranisme devenir religion officielle du Danemark en 1536, le danois devient la langue de la liturgie, ce qui suscite un nouvel intérêt pour son usage dans un contexte littéraire. Cette période voit également le danois acquérir les traits distinctifs qui le séparent des autres langues scandinaves : le stød, le voisement de plusieurs consonnes occlusives et l'affaiblissement en /e/ de nombreuses voyelles finales.

### Les débuts du danois moderne (1500-1800)
Le premier livre imprimé en danois est la Rimkrøniken, un livre d'histoire en vers édité en 1495. En 1550 paraît la première traduction intégrale de la Bible en danois, réalisée par Christiern Pedersen à la demande du roi Christian II. Ses choix orthographiques deviennent de facto le standard suivi par les textes danois ultérieurs.
À partir du milieu du XVIe siècle, le développement du danois comme langue écrite s'accélère du fait de son usage dans l'administration, la religion et la vie publique. Les premières grammaires de la langue paraissent dans la deuxième moitié du XVIIe siècle. Rasmus Bartholin (1625-1698) publie en 1657 De studio lingvæ danicæ, une grammaire danoise en latin. Elle est suivie de la Introductio ad lingvam Danicam puta selandicam, une grammaire de la variante seelandaise publiée par Laurids Kock (sv) (1634-1691) en 1660. La première grammaire danoise en danois est Den Danske Sprog-Kunst de Peder Syv (en) (1631-1702), publiée en 1685. Jens Høysgaard (en) (1698-1773) est le premier à proposer une analyse en profondeur de la phonologie et de la prosodie de la langue. Les principaux auteurs de cette période sont le poète religieux Thomas Kingo (1634-1703) et la princesse mémorialiste Leonora Christina Ulfeldt (1621-1698).
La question de la standardisation de l'orthographe donne lieu à des querelles vigoureuses entre philologues, notamment sur la primauté de la forme orale ou écrite de la langue. Il s'agit alors de déterminer si les formes archaïques tombées en désuétude à l'oral doivent continuer à être représentées à l'écrit.
En 1645, la Scanie est annexée par la Suède et sa population est progressivement suédifiée. Quinze ans plus tard, en 1660, l'introduction de la monarchie absolue au Danemark renforce la centralisation du pays et la variante du danois utilisée par la chancellerie royale, un dialecte seelandais avec des influences allemandes et françaises, devient de facto la langue officielle du pays : c'est le rigsdansk, le « danois du royaume ». L'influence allemande et française se traduit également par la popularisation du [ʁ] uvulaire (skarre-R), qui se répand dans tout le Danemark, ainsi que dans le sud de la Suède et de la Norvège. Cette dernière est séparée administrativement du Danemark en 1661, ce qui diminue l'influence du danois dans ce pays.
Les lettres danoises du XVIIIe siècle sont dominées par la figure de Ludvig Holberg (1684-1754) : dramaturge, poète, romancier et essayiste, il est considéré comme le père de la littérature danoise moderne. La mission de Hans Egede au Groenland, qui débute en 1721, voit l'introduction du danois sur l'île.

### Le danois, langue standardisée et officielle (depuis 1800)
Au début du XIXe siècle, le philologue Rasmus Rask (1787-1832) fait réaliser d'importants progrès à la linguistique en développant la discipline de la linguistique comparée. Il est également l'auteur, en 1830, de la première grammaire danoise en anglais. La première moitié du siècle est décrite comme un âge d'or pour les arts et les lettres danoises, avec des auteurs comme le philosophe existentialiste Søren Kierkegaard (1813-1855) ou le conteur Hans Christian Andersen (1805-1875). Le pasteur N. F. S. Grundtvig (1783-1872) insiste sur le rôle de la langue dans la construction d'une identité nationale. La popularité de ces auteurs et l'importance croissante de l'éducation contribuent au renforcement de la langue danoise et donnent lieu à une période d'homogénéisation où la variante de Copenhague supplante progressivement les dialectes régionaux.
Le Schleswig connaît une situation particulière. Conquis par la Prusse après la guerre des Duchés, il connaît une immigration massive de germanophones qui finissent par dépasser en nombre les danophones. Si le Danemark récupère le nord et le centre du Schleswig après la Première Guerre mondiale, il subsiste une importante minorité danoise dans le Schleswig allemand. D'autres minorités danoises s'implantent dans plusieurs pays du continent américain, principalement les États-Unis, le Canada et l'Argentine, à la suite des courants migratoires du XIXe siècle.
Trois écrivains danois sont récompensés par le prix Nobel de littérature dans la première moitié du XXe siècle : Karl Adolph Gjellerup et Henrik Pontoppidan en 1917, puis Johannes V. Jensen en 1944. En 1948, une réforme orthographique (da) met un terme à la pratique consistant à mettre une majuscule au début des substantifs, sur le modèle de l'allemand. Elle introduit également une nouvelle lettre, le A rond en chef ‹ å ›, pour remplacer le digraphe ‹ aa ›. L'utilisation exclusive du rigsdansk dans les médias nationaux entraîne la disparition progressive des dialectes régionaux au cours du XXe siècle. Les différentes régions du pays ne se distinguent plus que par des variations de prononciation mineures.
Au début du XXIe siècle, les principales variantes du danois standard sont le haut-copenhaguois, associé aux habitants les plus âgés, les plus riches et les mieux éduqués de la capitale, et le bas-copenhaguois, traditionnellement associé aux classes ouvrières, mais adopté comme variété de prestige par les jeunes générations. L'immigration a par ailleurs donné naissance à une autre variété du danois, le perkerdansk, qui incorpore des éléments issus de l'arabe, du turc, du kurde et de l'anglais.

## Écriture
Le danois utilise un alphabet latin de 29 lettres. Les trois lettres supplémentaires par rapport au français sont Å, Ø et Æ, qui figurent à la fin de l'alphabet après Z.
- Le å remplace la graphie ancienne aa depuis 1948. L'ancien digraphe reste utilisé dans certains noms propres.
- Le ø remplace la graphie ancienne oe. Il correspond à ö en suédois et en allemand.
- Le æ remplace la graphie ancienne ae. Il correspond à ä en suédois et en allemand.

### Ordre alphabétique et valeur des graphèmes
| Capitale  | A | B | C | D | E | F | G | H | I | J |
| Minuscule | a | b | c | d | e | f | g | h | i | j |
| Capitale  | K | L | M | N | O | P | Q | R | S | T |
| Minuscule | k | l | m | n | o | p | q | r | s | t |
| Capitale  | U | V | W | X | Y | Z | Æ | Ø | Å |   |
| Minuscule | u | v | w | x | y | z | æ | ø | å |   |

### Usages
Les lettres c, q, w, x et z n'apparaissent quasiment que dans les mots d'origine étrangère.

## Prononciation
Å : o (long)
Æ :     ai
Y : u (long)
Ø : eu

## Grammaire
Comme en norvégien et en suédois, les verbes n'ont qu'une seule forme par temps, valable à toutes les personnes.
Par exemple être :
- at være (être)

- jeg er - je suis
- du er - tu es
- han er - il est (sujet humain)
- hun er - elle est (sujet humain)
- den/det er - il / elle / c' est  (objet)
- vi er - nous sommes
- I/De er - vous êtes
- de er - ils/elles sont

Le présent :
Le présent se forme à l'aide de la désinence -er s'ajoutant au radical (si le verbe à l'infinitif se termine par -e). Sinon, on ajoute -r au radical.
Exemples:
| infinitif | radical | présent |
| --------- | ------- | ------- |
| at lave   | lav     | laver   |
| at bo     | bo      | bor     |

## Nombres
Contrairement au suédois et au norvégien, le danois utilise un système à base 20. De plus, au-delà de 20 (comme pour les nombres en allemand), les unités se placent entre les centaines et les dizaines.
- Nombres de 0 à 20 : nul, en (et [5]), to, tre, fire, fem, seks, syv, otte, ni, ti, elleve, tolv, tretten, fjorten, femten, seksten, sytten, atten, nitten, tyve.
- À partir de 20, les unités se plaçant avant les dizaines, on compte « vingt », « un et vingt », « deux et vingt », etc. ; le et se dit og. En danois de 20 à 30 : tyve, enogtyve, toogtyve, treogtyve, fireogtyve, femogtyve, seksogtyve, syvogtyve, otteogtyve, niogtyve, tredive.
- À partir de 50, les dizaines sont un nombre de fois vingt. Ainsi, 50 est la moitié du 5e fois 20 ((2+½)×20), 60 est 3 fois vingt. Cela conduit à des expressions assez longues de ces nombres, qui ont été phonétiquement raccourcies. Ainsi, 70, qui est la moitié du 4e fois 20, en danois halvfjerdsindstyve (halv fjerde sinde tyve), est devenu halvfjerds. En danois de 10 à 100 : ti, tyve, tredive, fyrre, halvtreds, tres, halvfjerds, firs, halvfems, hundrede. Peu de Danois connaissent l'étymologie des dizaines[réf. nécessaire] 
On notera cependant l'exception bancaire : jusqu'en août 2009, les billets de 50 DKK étaient libellés « femti kroner » (5x10) et sur un chèque (ou document officiel), on écrira treti, firti, femti, seksti, syvti, otti et niti en complément de la somme en chiffres[réf. nécessaire].
- Les centaines sont un nombre de fois 100. En danois de 100 à 1000 : (et) hundrede, to hundrede, tre hundrede, fire hundrede, fem hundrede, seks hundrede, syv hundrede, otte hundrede, ni hundrede, tusind.
- Les milliers sont un nombre de fois 1000 : (et) tusind, to tusind, tre tusind, ...
- Puissances de 10 : 101 ti, 10² hundrede, 10³ tusind, 104 titusind, 105 hundrede tusind, 106 million, 109 milliard, 1012 billion, 1018 trillion. Voir les nombres français.
- En respectant ce schéma, un nombre comme 3 254 s'énonce 3 mille 2 cent 4 et la moitié du 3e fois 20, soit tre tusinde to hundrede og fireoghalvtreds en danois. Mais il est rare de rencontrer des nombres écrits en toutes lettres au-delà de 100, hormis les comptes ronds comme 1 000.

## Lexique

### Emprunts français
Dans la langue française, quelques mots proviennent des langues scandinaves modernes, comme inlandsis, fjord, køkkenmødding.
Dans l'autre sens, de nombreux mots et expressions danoises proviennent du français, comme tempérament, café (dans le sens de bistro), restaurant, etc.

## Exemples
| Mot    | Traduction | Prononciation approximative | Prononciation exacte | Cognats anglais, néerlandais, bas saxons et allemands |
| ------ | ---------- | --------------------------- | -------------------- | ----------------------------------------------------- |
| terre  | jord       | yor                         | [ˈjoɐ̯ˀ]              | earth, aarde, Eerd, Erde                              |
| ciel   | himmel     | hémèl                       | [ˈheml̩]              | sky, hemel, Himmel, Himmel                            |
| eau    | vand       | vanne                       | [ˈvanˀ, ˈvænˀ]       | water, water, Water, Wasser                           |
| feu    | ild        | ille                        | [ˈilˀ]               | fire, vuur, Füer, Feuer                               |
| homme  | mand       | manne                       | [ˈmanˀ], [ˈmænˀ]     | man, man, Mann, Mann                                  |
| femme  | kvinde     | kfénè                       | [ˈkʰvenə]            | woman, vrouw, Fro, Frau                               |
| manger | at spise   | au spissè                   | [ʌ ˈsb̥iːsə]          | eat, eten, eten, speisen/essen                        |
| boire  | at drikke  | au triquè                   | [ʌ ˈd̥ʁæg̊ə]           | drink, drinken, drinken, trinken                      |
| grand  | stor       | stor                        | [ˈsd̥oɐ̯ˀ]             | great, groot, groot, groß                             |
| petit  | lille      | lillè                       | [ˈlilə]              | little, klein, lütt, klein                            |
| nuit   | nat        | natte                       | [ˈnad̥], [ˈnæd̥]       | night, nacht, Nacht, Nacht                            |
| jour   | dag        | taille                      | [ˈd̥æːˀ(j)]           | day, dag, Dag, Tag                                    |